# مايك لي (سياسي)
مايك لي (بالإنجليزية: Mike Lee)‏ هو محامي وسياسي أمريكي، ولد في 4 يونيو 1971 في ميسا في الولايات المتحدة. حزبياً، نشط في الحزب الجمهوري.

## مناصب
- في انتخابات مجلس الشيوخ في الولايات المتحدة 2010 [الإنجليزية]‏، انتخب عضو مجلس الشيوخ الأمريكي عن دائرة Utah ‏ وقد انضم خلال فترته النيابية [الإنجليزية]‏ (5 يناير 2011 – 3 يناير 2013) للكتلة البرلمانية الحزب الجمهوري.
- في انتخابات مجلس الشيوخ في الولايات المتحدة 2010 [الإنجليزية]‏، انتخب عضو مجلس الشيوخ الأمريكي عن دائرة Utah ‏ وقد انضم خلال فترته النيابية (3 يناير 2013 – 3 يناير 2015) للكتلة البرلمانية الحزب الجمهوري.
- في انتخابات مجلس الشيوخ في الولايات المتحدة 2010 [الإنجليزية]‏، انتخب عضو مجلس الشيوخ الأمريكي عن دائرة Utah ‏ وقد انضم خلال فترته النيابية [الإنجليزية]‏ (3 يناير 2015 – 3 يناير 2017) للكتلة البرلمانية الحزب الجمهوري.
- في انتخابات مجلس الشيوخ في الولايات المتحدة 2016 [الإنجليزية]‏، انتخب عضو مجلس الشيوخ الأمريكي عن دائرة Utah ‏ وقد انضم خلال فترته النيابية [الإنجليزية]‏ (3 يناير 2017 – 3 يناير 2019) للكتلة البرلمانية الحزب الجمهوري.
- انتخب عضو مجلس الشيوخ الأمريكي عن دائرة يوتا (3 يناير 2011 – ).

## وصلات خارجية
- الموقع الرسمي